# Serramazzoni
Serramazzoni ist eine italienische Gemeinde (comune) mit 8813 Einwohnern (Stand 31. Dezember 2023) in der Provinz Modena in der Emilia-Romagna. Die Gemeinde liegt etwa 22 Kilometer südwestlich von Modena im Apennin. Serramazzoni war Teil der Comunità Montana del Frignano.  

## Geschichte
Der Ort Serramazzoni wird 1327 in einem Dokument der Stadt Modena als Serra de Legorzano erwähnt.

## Gemeindepartnerschaft
Serramazzoni unterhält seit 1994 eine Partnerschaft mit der ungarischen Stadt Celldömölk in Westtransdanubien.

## Verkehr
Durch die Gemeinde verläuft die Strada Statale 12 dell'Abetone e del Brennero von Pisa bzw. Lucca Richtung Brenner.

## Persönlichkeiten
- Luca Toni (* 1977), Fußballspieler (Beginn der Fußballlaufbahn in Serramazzoni)